# Unione Sportiva Sanremese 1980-1981

## Divise
| 1ª divisa | 2ª divisa |

## Rosa
| N. |                   | Ruolo | Calciatore              |
| -- | ----------------- | ----- | ----------------------- |
|    | Italia (bandiera) | D     | Sandro Aimone           |
|    | Italia (bandiera) | P     | Giancarlo Alessandrelli |
|    | Italia (bandiera) | C     | Dino Bertazzon          |
|    | Italia (bandiera) | P     | Stefano Bobbo           |
|    | Italia (bandiera) | A     | Franco Calabrese        |
|    | Italia (bandiera) | D     | Marino Cantore          |
|    | Italia (bandiera) | D     | Giuseppe Cecchini       |
|    | Italia (bandiera) | D     | Luigi Cichero           |
|    | Italia (bandiera) | C     | Maurizio De Luca        |
|    | Italia (bandiera) | D     | Ettore Gazzano          |

| N. |                   | Ruolo | Calciatore            |
| -- | ----------------- | ----- | --------------------- |
|    | Italia (bandiera) | D     | Gian Luigi Maggioni   |
|    | Italia (bandiera) | C     | Marcello Marchi       |
|    | Italia (bandiera) | A     | Cesare Melillo        |
|    | Italia (bandiera) | C     | Luigi Paolini         |
|    | Italia (bandiera) | A     | Francesco Pietropaolo |
|    | Italia (bandiera) | C     | Andrea Prunecchi      |
|    | Italia (bandiera) | A     | Vincenzo Santoriello  |
|    | Italia (bandiera) | D     | Massimo Stecca        |
|    | Italia (bandiera) | C     | Loris Trevisani       |
|    | Italia (bandiera) | C     | Claudio Vertova       |

## Risultati

### Campionato

#### Girone di andata
| 28 settembre 1980 1ª giornata | Sanremese | 0 – 1 | Cremonese |  |

| 5 ottobre 1980 2ª giornata | Modena | 0 – 0 | Sanremese |  |

| 12 ottobre 1980 3ª giornata | Prato | 0 – 0 | Sanremese |  |

| 19 ottobre 1980 4ª giornata | Sanremese | 2 – 0 | Empoli |  |

| 26 ottobre 1980 5ª giornata | Reggiana | 1 – 2 | Sanremese |  |

| 2 novembre 1980 6ª giornata | Sanremese | 1 – 2 | Forlì |  |

| 9 novembre 1980 7ª giornata | Trento | 2 – 1 | Sanremese |  |

| 16 novembre 1980 8ª giornata | Sant'Angelo | 3 – 1 | Sanremese |  |

| 23 novembre 1980 9ª giornata | Sanremese | 2 – 0 | Piacenza |  |

| 30 novembre 1980 10ª giornata | Treviso | 1 – 1 | Sanremese |  |

| 7 dicembre 1980 11ª giornata | Sanremese | 1 – 0 | Mantova |  |

| 14 dicembre 1980 12ª giornata | Sanremese | 0 – 0 | Casale |  |

| 21 dicembre 1980 13ª giornata | Fano | 2 – 0 | Sanremese |  |

| 4 gennaio 1981 14ª giornata | Sanremese | 1 – 1 | Triestina |  |

| 11 gennaio 1981 15ª giornata | Parma | 0 – 0 | Sanremese |  |

| 18 gennaio 1981 16ª giornata | Sanremese | 1 – 1 | Novara |  |

| 25 gennaio 1981 17ª giornata | Spezia | 0 – 1 | Sanremese |  |

#### Girone di ritorno
| 1º febbraio 1981 18ª giornata | Cremonese | 2 – 2 | Sanremese |  |

| 8 febbraio 1981 19ª giornata | Sanremese | 2 – 1 | Modena |  |

| 15 febbraio 1981 20ª giornata | Sanremese | 2 – 0 | Prato |  |

| 22 febbraio 1981 21ª giornata | Empoli | 3 – 0 | Sanremese |  |

| 1º marzo 1981 22ª giornata | Sanremese | 0 – 0 | Reggiana |  |

| 8 marzo 1981 23ª giornata | Forlì | 2 – 0 | Sanremese |  |

| 15 marzo 1981 24ª giornata | Sanremese | 2 – 2 | Trento |  |

| 29 marzo 1981 25ª giornata | Sanremese | 2 – 1 | Sant'Angelo |  |

| 5 aprile 1981 26ª giornata | Piacenza | 3 – 2 | Sanremese |  |

| 12 aprile 1981 27ª giornata | Sanremese | 3 – 1 | Treviso |  |

| 26 aprile 1981 28ª giornata | Mantova | 0 – 0 | Sanremese |  |

| 3 maggio 1981 29ª giornata | Casale | 1 – 0 | Sanremese |  |

| 10 maggio 1981 30ª giornata | Sanremese | 1 – 1 | Fano |  |

| 17 maggio 1981 31ª giornata | Triestina | 1 – 2 | Sanremese |  |

| 24 maggio 1981 32ª giornata | Sanremese | 1 – 1 | Parma |  |

| 31 maggio 1981 33ª giornata | Novara | 0 – 1 | Sanremese |  |

| 7 giugno 1981 34ª giornata | Sanremese | 2 – 0 | Spezia |  |